# Juan Atkins
Juan Atkins (ur. 9 grudnia 1962 w Detroit, w stanie Michigan, USA) – amerykański muzyk. Jeden z pierwszych kompozytorów muzyki techno.
Jako syn promotora koncertów, Atkins miał możliwość nauki gry na gitarze basowej oraz perkusji. Wraz ze szkolnymi kolegami, Derrickiem Mayem i Kevinem Saundersonem regularnie słuchali audycji The Electrifying Mojo (Charlesa Johnsona) w radiu WGPR. W wieku 16 lat Juan Atkins po raz pierwszy usłyszał muzykę elektroniczną. Doświadczenie to zmieniło jego życie. W wywiadach udzielanych pod koniec lat 90. przywoływał z pamięci brzmienie syntezatorów jako odgłos lądującego UFO. Wkrótce nabył swój pierwszy elektroniczny instrument i zaprzestał gry funk bassu.
Pierwszym syntezatorem jaki zakupił był Korg MS-10. Przy pomocy tego modelu, miksera i magnetofonu kasetowego zaczął nagrywać muzykę. Po udzieleniu Mayowi wskazówek dotyczących miksowania utworów, postanowili wspólnie występować jako duet DJ-ski Deep Space. W 1981 r. zaczęli dostarczać swoje długie miksy Johnsonowi w celu ich prezentacji na antenie radia. Do współpracy z Atkinsem i Mayem dołączył Saunderson. Po zmianie nazwy grupy na Deep Space Soundworks, otworzyli klub muzyczny w centrum Detroit, którego celem była promocja i nawiązanie współpracy z lokalnymi DJ-ami.
W 1982 r. Atkins wraz z Richardem Davisem wydali pod nazwą Cybotron, singiel Cosmic Cars. Okazał się on na tyle dobry, że artyści zdecydowali się zrealizować debiutancki album. Był nim Enter, wydany w 1983 r. nakładem wytwórni Fantasy Records. Pochodzący z owej płyty utwór pt. Clear okazał się strzałem w dziesiątkę. Zamiast modyfikować elementy muzyki Kraftwerk, ścieżka Clear łączyła je z muzyką klubową. Różnice wizji artystycznych między Rikiem Davisem zmusiły Atkinsa do opuszczenia grupy. Davis pragnął, aby styl grupy bliższy stał się muzyce rockowej, Atkins zaś chciał pozostać przy stylistyce electro. W 1985 r. stworzył on projekt solowy Model 500 oraz założył wytwórnię płytową Metroplex. Pierwszym singlem wydanym pod nowym pseudonimem był No UFOs, który stał się hitem Detroit i Chicago. Ta jak i kolejne produkcje stanowiły punkt zwrotny i nadały Atkinsowi miano "ojca muzyki techno".
Wczesne prace Juana Atkinsa były klasyfikowane do gatunku electro. Przez lata styl artysty ewoluował, stając się bardziej złożonym. Duża część współczesnych prac posiada wiele warstw tła dźwiękowego. Dziś muzyka techno stanowi specyficzny i odrębny gatunek. Zarówno Atkins, jak i pozostali artyści definiując swe inspiracje, powołują się na długo emitowaną w Detroit audycję radiową Charlesa "The Electrifying Mojo" Johnsona. Mojo będąc lokalną legendą, prezentował wówczas utwory takich wykonawców jak Kraftwerk, Parliament, The B-52's czy Princea.

## Dyskografia
- jako Cybotron, z Rickiem Davisem (1981–1983)
  - "Alleys of Your Mind" (1981), singiel
  - "Cosmic Cars" (1982), singiel
  - "Clear" (1982), singiel
  - Enter (1983)
  - "Techno City" (1984), singiel
  - "R-9" (1985), singiel
  - Clear (1990) (nowa wersja płyty Enter z delikatnie zmienioną listą utworów)

- jako Model 500 (1985–obecnie)
  - "No UFO's" (1985), singiel
  - "Night Drive"" (1985), singiel
  - Sonic Sunset (1994)
  - Deep Space (1995)
  - Body and Soul (1999)

- jako Infiniti (1991–1995)
  - Skynet (1998)
  - The Infiniti Collection (1996)

- jako Model 600 (2002)
  - Update (2002), singiel

- jako Juan Atkins
  - The Berlin Sessions (2005)